# Jasmine Moore
Pour les articles homonymes, voir Moore.
Jasmine Moore (née le 1er mai 2001 à Grand Prairie) est une athlète américaine, spécialiste du saut en longueur et du triple saut.

## Biographie
Médaillée de bronze du triple saut lors des Championnats panaméricains juniors d'athlétisme 2017, elle participe en 2021 sur cette même épreuve aux Jeux olympiques de Tokyo mais s'incline dès les qualifications.
Elle se classe 2e du saut en longueur et 3e du triple saut lors des Championnats des États-Unis d'athlétisme 2022 et devient la première américaine à participer à ces deux épreuves lors d'un même championnat du monde. À Eugene, elle est éliminée dès les qualifications.
Le 10 mars 2023 au cours des championnats NCAA en salle à Albuquerque, Jasmine Moore porte son record personnel du saut en longueur à 7,03 m. Le lendemain, elle réalise 15,12 m au triple saut et améliore le record d'Amérique du Nord, d'Amérique centrale et des Caraïbes détenu depuis 2008 par la Cubaine Yargelis Savigne.

## Palmarès
| Date | Compétition     | Lieu  | Résultat | Épreuve          | Marque  |
| ---- | --------------- | ----- | -------- | ---------------- | ------- |
| 2024 | Jeux olympiques | Paris | 3e       | Saut en longueur | 6,96 m  |
| 2024 | Jeux olympiques | Paris | 3e       | Triple saut      | 14,67 m |

## Records
| Épreuve          | Épreuve   | Marque           | Lieu        | Date         |
| ---------------- | --------- | ---------------- | ----------- | ------------ |
| Saut en longueur | Plein air | 6,98 m           | Eugene      | 29 juin 2024 |
| Saut en longueur | En salle  | 7,03 m           | Albuquerque | 10 mars 2023 |
| Triple saut      | Plein air | 14,78 m          | Austin      | 10 juin 2023 |
| Triple saut      | En salle  | 15,12 m (AR, NR) | Albuquerque | 11 mars 2023 |